# Humboldt River (Tyenna River)
Der Humboldt River ist ein Fluss im Süden des australischen Bundesstaates Tasmanien.

## Geografie
Der etwas mehr als zehn Kilometer lange Humboldt River entspringt an den Nordhängen des Tyenna Peak im Südteil des Mount-Field-Nationalparks. Von dort fließt er nach Südosten und mündet etwa ein Kilometer südwestlich der Siedlung Tyenna in den Tyenna River.